# Axel Södersten
Axel Daniel Södersten föddes 10 maj 1879 i Karlskoga, Örebro län, död 10 september 1944 i Katarina församling, Stockholm, var en svensk organist, kördirigent och kompositör. Han var en betydande musikprofil inte minst inom svensk frikyrkorörelse.

## Biografi
Axel Södersten förlorade i sin ungdom två fingrar på vänster hand i en olycka, men var ändå fast besluten att bli musiker. Redan i unga år var Södersten organist och körledare i sin församling i Karlskoga. Axel Södersten var elev vid Kungl. musikkonservatoriet i Stockholm 1903-06. Han avlade 1906 musiklärarexamen och kyrkosångarexamen. 1904-07 studerade Södersten komposition, särskilt kontrapunkt, för Johan Lindegren. Axel Södergren verkade som organist och körledare vid Andreaskyrkan, Stockholm i Stockholm 1906-1944. Han var sånglärare vid Svenska Missionsförbundets missionsskola, Lidingö 1908-1944. Södersten var ledare för Svenska Missionsförbundets predikantkör från och med 1917. Södersten var dirigent i Värmlands kristliga sångarförbund 1901-36, Västergötlands kristliga sångarförbund 1926-31, Stockholms körförbund inom Svenska Missionsförbundet 1928-1937. Södersten komponerade både för kör och piano, orgel och stråkar.  Axel Söderstens Sorgmarsch spelades på P P Waldenströms begravning. Södersten komponerade även Gud är din Fader och Korsmärket. Axel Södersten gav ut flera av sina verk: Sorgmarsch (1917), Körkompositioner (1921), Sånger för manskör (1932), Sju sånger för manskör, Fjorton sånger för blandad kör.
Arkivhandlingar efter Axel Södersten  inklusive kompositioner finns sedan 2011 på Riksarkivet (RA) i Stockholm.